# Athlétisme aux Jeux panarabes de 2011
Navigation
Le Caire 2007 Algérie 2023
Les épreuves d'athlétisme aux Jeux panarabes de 2011 se déroulent du 15 au 20 décembre 2011 à Doha, au Qatar. Ces épreuves sont au nombre de 45, soit 23 pour les hommes et 22 pour les femmes.

## Épreuves

### Hommes
| Épreuves | Or                                                                                               | Or              | Argent                                                                             | Argent          | Bronze                                                                         | Bronze          |
| --- | ------------------------------------------------------------------------------------------------ | --------------- | ---------------------------------------------------------------------------------- | --------------- | ------------------------------------------------------------------------------ | --------------- |
| 100 m Vent : +0,4 m/s | Barakat al-Harthi Oman                                                                           | 10 s 37         | Aziz Ouhadi Maroc                                                                  | 10 s 38         | Yasir Alnashri Arabie saoudite                                                 | 10 s 47         |
| 200 m Vent : +0,3 m/s | Aziz Ouhadi Maroc                                                                                | 20 s 67         | Abdullah Al Sooli Oman                                                             | 21 s 21         | Barakat al-Harthi Oman                                                         | 21 s 22         |
| 400 m | Yousef Ahmed Masrahi Arabie saoudite                                                             | 45 s 44         | Ahmed Al-Marjibi Oman                                                              | 45 s 84         | Rabah Yousif Soudan                                                            | 45 s 87         |
| 800 m | Musaab Abdelrahman Bala Qatar                                                                    | 1 min 45 s 92   | Ismail Ahmed Ismail Soudan                                                         | 1 min 46 s 60   | Adnan Al-Mntfage Irak                                                          | 1 min 47 s 18   |
| 1 500 m | Ayanleh Souleiman Djibouti                                                                       | 3 min 34 s 32   | Hamza Driouch Qatar                                                                | 3 min 34 s 43   | Mohamad al-Garni Qatar                                                         | 3 min 34 s 61   |
| 5 000 m | Abubaker Ali Kamal Qatar                                                                         | DQ              | Soufiyan Bouqantar Maroc                                                           | 13 min 45 s 81  | Ali Hasan Mahboob Bahreïn                                                      | 13 min 46 s 32  |
| 10 000 m | Ali Hasan Mahboob Bahreïn                                                                        | 28 min 39 s 88  | Mumin Gala Djibouti                                                                | 28 min 43 s 32  | Bilisuma Shugi Gelassa Bahreïn                                                 | 28 min 44 s 10  |
| Semi-marathon | Rachid Kisri Maroc                                                                               | 1 h 04 min 03 s | Khaled Kamel Yaseen Bahreïn                                                        | 1 h 04 min 31 s | Wissem Hosni Tunisie                                                           | 1 h 04 min 37 s |
| 20 km marche | Hassanine Sebei Tunisie                                                                          | 1 h 28 min 20 s | Mohamed Mabrouk Saleh Qatar                                                        | 1 h 31 min 02 s | Ali Daghiri Maroc                                                              | 1 h 34 min 59 s |
| 110 m haies Vent : +0,4 m/s | Ahmed Khader Almuwallad Arabie saoudite                                                          | 13 s 60         | Othman Hadj Lazib Algérie                                                          | 13 s 74         | Abdulaziz Almandeel Koweït                                                     | 13 s 78         |
| 400 m haies | Bandar Yahya Sharahili Arabie saoudite                                                           | 50 s 63         | Miloud Rahmani Algérie                                                             | 51 s 03         | Mohamed Sghaïer Tunisie                                                        | 51 s 27         |
| 3 000 m steeple | Abubaker Ali Kamal Qatar                                                                         | DQ              | Hamid Ezzine Maroc                                                                 | 8 min 38 s 37   | Tareq Mubarak Taher Bahreïn                                                    | 8 min 39 s 25   |
| 4 × 100 m | Arabie saoudite Yahya Hassan Habeeb Yasir Alnashri Mahmoud Hafiz Ibrahim Ahmed Khader Almuwallad | 39 s 67         | Oman Fahad Al Jabri Barakat Al-Harthi Abdullah Al-Sooli Yahya Al Noufali           | 39 s 84         | Émirats arabes unis Hussain Alblooshi Ahmed Alzaabi Bilal Alsalfa Omar Alsalfa | 40 s 15         |
| 4 × 400 m | Arabie saoudite Hamed Albishi Mohammed Obaid Alsalhi Mohammed Albishi Yousef Ahmed Masrahi       | 3 min 07 s 22   | Soudan Rabah Yousif Elnazeir Eltahir Abdel Kader Hafiz Mohamed Ismail Ahmed Ismail | 3 min 07 s 47   | Oman Yahya Al Noufali Obaid Al Quraini Abdullah Al Hidi Ahmed Al Marjibi       | 3 min 08 s 54   |
| Saut en hauteur | Mutaz Essa Barshim Qatar                                                                         | 2,30 m          | Ali Mohd Younes Idriss Soudan                                                      | 2,24 m          | Rashid Ahmed Al-Mannai Qatar                                                   | 2,21 m          |
| Saut à la perche | Mouhcine Cheaouri Maroc                                                                          | 5,10 m          | Sami Berhaiem Tunisie                                                              | 5,05 m          | Fahid Bader Al-Mershad Koweït                                                  | 4,90 m          |
| Saut en longueur | Saleh Abdelaziz Al-Haddad Koweït                                                                 | 7,83 m          | Mohamed Difallah Gawy Égypte                                                       | 7,81 m          | Hussein Taher Al-Sabee Arabie saoudite                                         | 7,59 m          |
| Triple saut | Issam Nima Algérie                                                                               | 16,59 m         | Mohammad Darwish Émirats arabes unis                                               | 16,41 m         | Tarik Bouguetaib Maroc                                                         | 16,33 m         |
| Lancer du poids | Yasser Farag Égypte                                                                              | 19,44 m         | Ahmad Gholoum Koweït                                                               | 18,74 m         | Khaled Al Suwaidi Qatar                                                        | 17,79 m         |
| Lancer du disque | Rashid Shafi Al-Dosari Qatar                                                                     | 62,29 m         | Yasser Farag Égypte                                                                | 60,47 m         | Musab Momani Jordanie                                                          | 58,95 m         |
| Lancer du marteau | Ali Al-Zinkawi Koweït                                                                            | 73,29 m         | Mostafa Al-Gamel Égypte                                                            | 70,23 m         | Hassan Abdel Gawad Égypte                                                      | 68,22 m         |
| Lancer du javelot | Ihab Abdelrahman El Sayed Égypte                                                                 | 78,66 m         | Ahmed Samir El Shabramsly Égypte                                                   | 71,23 m         | Ammar Al-Najm Irak                                                             | 70,36 m         |
| Décathlon | Mohammed Jassim Alquraya Arabie saoudite                                                         | 7 677 pts       | Hamdi Dhouibi Tunisie                                                              | 7 664 pts       | Mourad Souissi Algérie                                                         | 7 220 pts       |
| Records et Performances - AR : Record continental (area record) - CR : Record des championnats (championship record) - MR : Record du meeting (meet record) - NR : Record national (national record) - OR : Record olympique (olympic record) - PR : Record paralympique (paralympic record) - PB : Record personnel (personal best) - SB : Meilleure performance personnelle de la saison (season's best) - WL : Meilleure performance mondiale de l'année (world leader) - WJR : Record du monde junior (world junior record) - WR : Record du monde (world record) Circonstances et Conditions - DNF : N'a pas terminé (did not finish) - DNS : N'a pas pris le départ (did not start) - DQ : Disqualification (disqualification) - NM : Aucun essai valable enregistré (No Mark) - Q : Qualifié « directement » au prochain tour (ou à la prochaine compétition), lors d'une compétition majeure, grâce au classement ou à la réalisation des minima (automatic qualifier) - q : Qualifié au prochain tour (ou à la prochaine compétition), lors d'une compétition majeure, grâce au repêchage ou à la réalisation de l'une des meilleures performances parmi celles des « non qualifiés directement » (grâce au meilleur temps ou à la meilleure distance par exemple) (secondary qualifier) |                                                                                                  |                 |                                                                                    |                 |                                                                                |                 |

## Tableau des médailles
| Rang  | Nation              | Or | Argent | Bronze | Total |
| ----- | ------------------- | -- | ------ | ------ | ----- |
| 1     | Maroc               | 11 | 4      | 9      | 24    |
| 2     | Qatar               | 6  | 3      | 4      | 13    |
| 3     | Arabie saoudite     | 6  | 0      | 1      | 7     |
| 4     | Égypte              | 5  | 12     | 5      | 22    |
| 5     | Tunisie             | 4  | 5      | 3      | 12    |
| 6     | Bahreïn             | 4  | 4      | 6      | 14    |
| 7     | Algérie             | 3  | 3      | 3      | 9     |
| 8     | Koweït              | 2  | 1      | 2      | 5     |
| 9     | Émirats arabes unis | 1  | 2      | 2      | 5     |
| 10    | Irak                | 1  | 1      | 3      | 5     |
| 11=   | Djibouti            | 1  | 1      | 0      | 2     |
| 11=   | Liban               | 1  | 1      | 0      | 2     |
| 13    | Soudan              | 0  | 5      | 4      | 9     |
| 14    | Oman                | 0  | 3      | 2      | 5     |
| 15    | Jordanie            | 0  | 0      | 1      | 1     |
| Total | Total               | 45 | 45     | 45     | 135   |